# Salug
Salug est une localité de la province de Zamboanga du Nord, aux Philippines. En 2015, elle compte 32 204 habitants.